# Верслуйс, Маттиас
Маттиас Верслуйс (фин. Matthius Versluis; родился 18 июля 1994, Женолье) — финский фигурист, выступающий в танцах на льду с Юлией Турккилой. Они — бронзовые призёры чемпионата Европы (2023), двукратные бронзовые призёры этапа Гран-при Grand Prix Espoo (2022, 2023), победители турнира серии «Челленджер» Finlandia Trophy (2023), четырёхкратные чемпионы Финляндии (2019, 2022-2024).
В начале своей спортивной карьеры выступал в одиночном разряде. Он — чемпион Финляндии (2014), двукратный серебряный призёр чемпионатов Финляндии (2012 и 2013).
По состоянию на 12 мая 2024 года пара занимает 10-е место в рейтинге Международного союза конькобежцев (ИСУ).

## Биография
Маттиас родился 18 июля 1994 года в Женолье от финской матери и голландского отца.  Его семья переехала в Финляндию, когда ему было шесть месяцев. С 2018 года он изучает физиотерапию в Университете прикладных наук Аркада.

## Карьера

### Ранние годы
Верслуйс начал учиться кататься на коньках в 2002 году. В 2008 году он дебютировал в юниорской серии Гран-при, став двадцатым в Чехии. Через несколько лет фигурист выступил на двух чемпионатах мира среди юниоров 2012 и 2013 годов, попав в произвольную программу на обоих турнирах.
В декабре 2013 года Верслуйс впервые в карьере стал чемпионом Финляндии. Он должен был представлять свою страну на чемпионате Европы, но снялся из-за травмы колена, полученной на тренировке 9 января 2014 года.
1 апреля 2016 года стало известно, что Маттиас и Юлия Турккила образовали танцевальную пару.

### 2016/2017: дебютный сезон в танцах на льду
Первым международным турниром для новой пары стали соревнования NRW Trophy, которые прошли в ноябре 2016 года, где они заняли шестое место. В том же месяце они заняли тринадцатое место на своём первом турнире серии «Челледжер» Tallinn Trophy. Далее последовал чемпионат Финляндии, где новоиспечённая финская пара завоевала серебряные медали. В начале февраля 2017 года спортсмены выступали в Алма-Ате на зимней Универсиаде, на соревнованиях они откатались не совсем неудачно и заняли восьмое место. В середине февраля финская пара выступила в Оберсдорфе на Bavarian Open, где заняли место во второй десятке.

### 2017/2018
Маттиас и Юлия приняли участие в нескольких турнирах серии «Челледжер». Сначала они стали десятыми на Lombardia Trophy, затем финская пара стала пятнадцатой на домашнем турнире. В ноябре они выиграли бронзу на турнире в Австрии, что стало для них первой медалью на международном уровне. В декабре они вновь стали серебряными призёрами чемпионата Финляндии.

### 2018/2019: золото чемпионата Финляндии и дебют на главных стартах

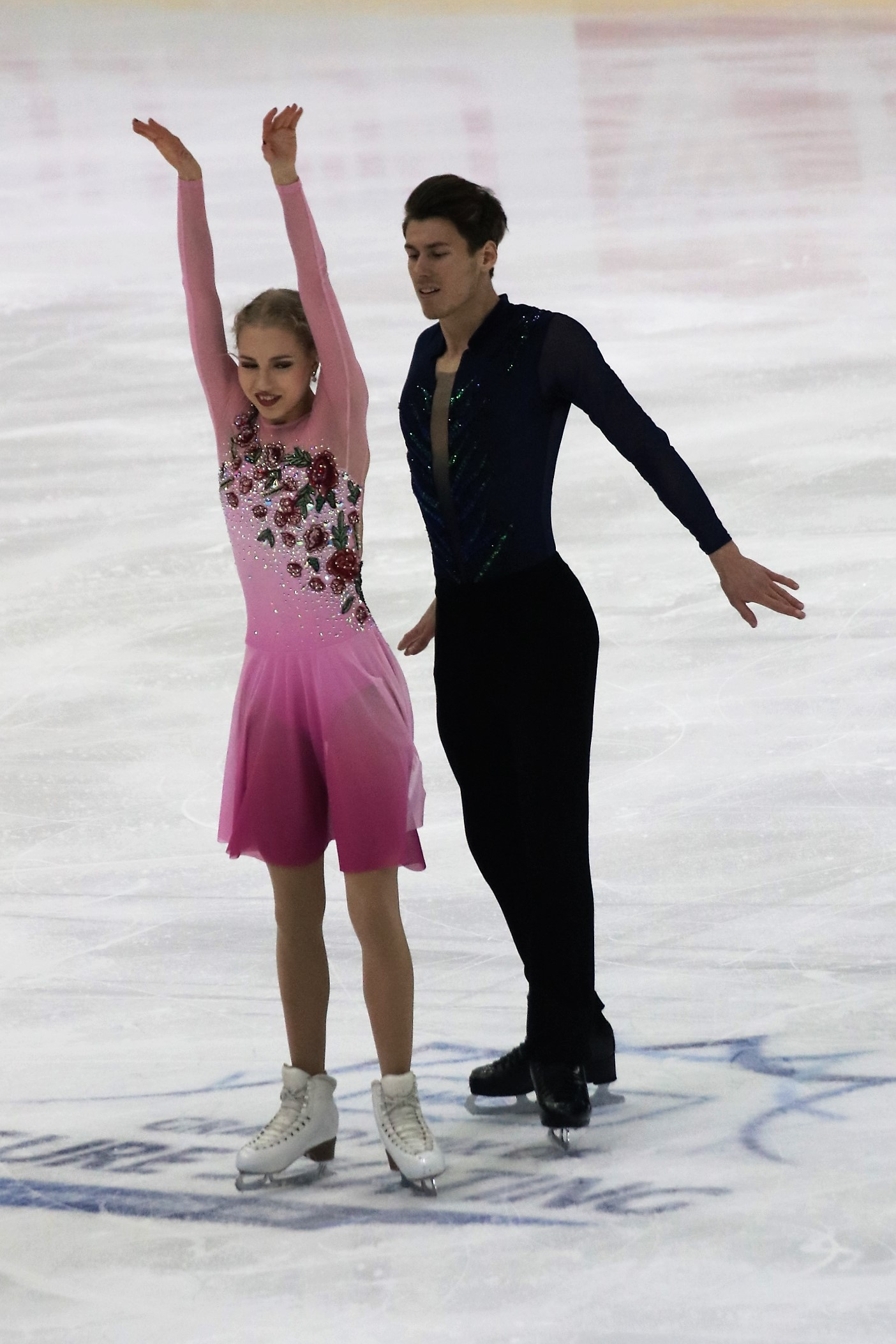
Турккила и Верслуйс в 2018 году

Новый сезон пара начала с трех соревнований серии «Челледжер»: они финишировали шестыми на Lombardia Trophy, седьмыми на Ondrej Nepela Trophy и шестыми на Finlandia Trophy. В октябре дуэт завоевал серебро на турнире в Минске.
В ноябре Маттиас и Юлия дебютировали на этапе серии Гран При, став шестыми на домашнем этапе. В следующем месяце они впервые выиграли национальный чемпионат и были отобраны для участия в чемпионате Европы 2019 года.
На дебютном континентальном первенстве в Минске пара остановилась в шаге от попадания в десятку, став одиннадцатыми. В марте у Юлии и Маттиаса состоялся дебют на чемпионате мира, где они заняли шестнадцатое место.

### 2019/2020 и 2020/2021: травма, пандемия
Юлия получила травму шеи на тренировке на турнире Lombardia Trophy, из-за чего пара отказалась от участия в соревнованиях. Впоследствии они также отказались от участия на Finlandia Trophy и на российском этапе Гран-при. Финский дуэт был заявлен на чемпионат мира в Монреале, но соревнования были отменены из-за пандемии коронавируса.
В марте 2021 года Юлия и Маттиас вернулись к соревнованиям и выступили на чемпионате мира в Стокгольме. Пара не попала в произвольный танец из-за ошибки на вращательной поддержке.

### 2021/2022: Олимпийский сезон
Юлия и Маттиас начали олимпийский сезон на «Челледжере» Lombardia Trophy, где заняли шестое место.  В сентябре они выступили на Nebelhorn Trophy, где шла борьба за оставшийся олимпийские квоты на зимние Олимпийские играы в Пекине. Они заняли первые места в обоих танцах, установив три новых личных рекорда, завоевав своё первое золото «Челленджеров» и первую из четырёх доступных танцевальных мест на Олимпиаде. На своём третьем «Челленджере» Finlandia Trophy, Турккила / Верслуйс заняли шестое место, в частности став четвёртыми в произвольном танце. Они участвовали в кубке Ниццы, также известном как Trophée Métropole Nice, где выиграли золото, а затем выступили на Гран-при Франции, где финишировали седьмыми.
После второй победы на чемпионате Финляндии Юлия и Маттиас были включены в олимпийскую сборную своей страны. В конце декабря у Турккилы была легкая форма заболевания COVID-19. Она выздоровела, но поскольку её тесты по-прежнему были положительными, пара не смогла принять участие в чемпионате Европы.
Приняв участие в танцевальном турнире на Олимпийских играх в Пекине, Турккила и Верслуйс стали первыми финскими танцорами, принявшими участие в этом турнире после Сусанны Рахкамо и Петри Кокко. Они заняли шестнадцатое место в ритм-танце, получив право выступить во второй день соревнований. В произвольном танце финский дуэт поднялся на одно место, став в итоге пятнадцатыми.
Юлия и Маттиас завершили свой сезон на чемпионате мира в Монпелье, где финишировали двенадцатыми.

### 2022/2023: бронза Гран-при и чемпионата Европы
Пара начала свой сезон с домашнего турнира Finlandia Trophy, где завоевали бронзовую медаль. Пара считалась претендентами на медали на этапе Гран-при во Франции, но заняли восьмое место в ритм-танце из-за падения Юлии на серии твизлах. В произвольном танце они заняли пятое место, поднявшись на седьмую строчку в общем зачёте. Через несколько недель дуэт выступил на домашнем этапе Гран-при в Эспоо, который в этот раз проводился вместо Rostelecom Cup из-за российско-украинской войны. В ритм-танце они финишировали четвёртыми с новым личным рекордом 75,06 балла, отстав на 1,16 балла от занявших третье место американцев Каррейры / Пономаренко. В произвольной танце они поднялись на третье место в общем зачёте с еще одним новым личным рекордом (116,73 балла), завоевав свою первую медаль этапов Гран-при. Они были единственными финскими медалистами Гран-при Финляндии и первой финской танцевальной парой, когда-либо завоёвавшей медали на Гран-при. Турккила заявила, что результат «вселяет в нас большую уверенность. Мы знаем, на что способны, и хотим добиться большего. Это только начало».
После завоевания своего третьего национального титула в Финляндии Турккила и Верслуйс стали главной надеждой своей страны на медали на домашнем чемпионате Европы, который, как и Гран-при, проводился в Эспоо. Это было их первое выступление на чемпионатах Европы с 2019 года. В ритм-танце они заняли третье место с новым личным рекордом 77,56 балла, опередив на 0,23 балла занявшую четвёртое место литовскую пару Рид / Амбрулявичюс. На следующий день Юлия и Маттиас установили новые личные рекорды и в произвольном танце, и в целом, и завоевали бронзовую медаль чемпионата Европы. Они стали первой финской парой, которая выиграла медаль на континентальном первенстве с 1995 года, когда Сусанна Рахкамо и Петри Кокко стали чемпионами Европы. Верслуйс назвал это «совершенно потрясающим», особенно в свете их предыдущего отсутствия на этом турнире.
Финская пара завершила свой сезон на чемпионате мира в Сайтаме, где финишировали девятыми. Впервые за 28 лет финская пара вошла в десятку лучших. Турккила отметила, что «в августе невозможно было предположить, что будет такой сезон. Все ожидания были превзойдены».

### 2023/2024: вторая медаль Гран-при

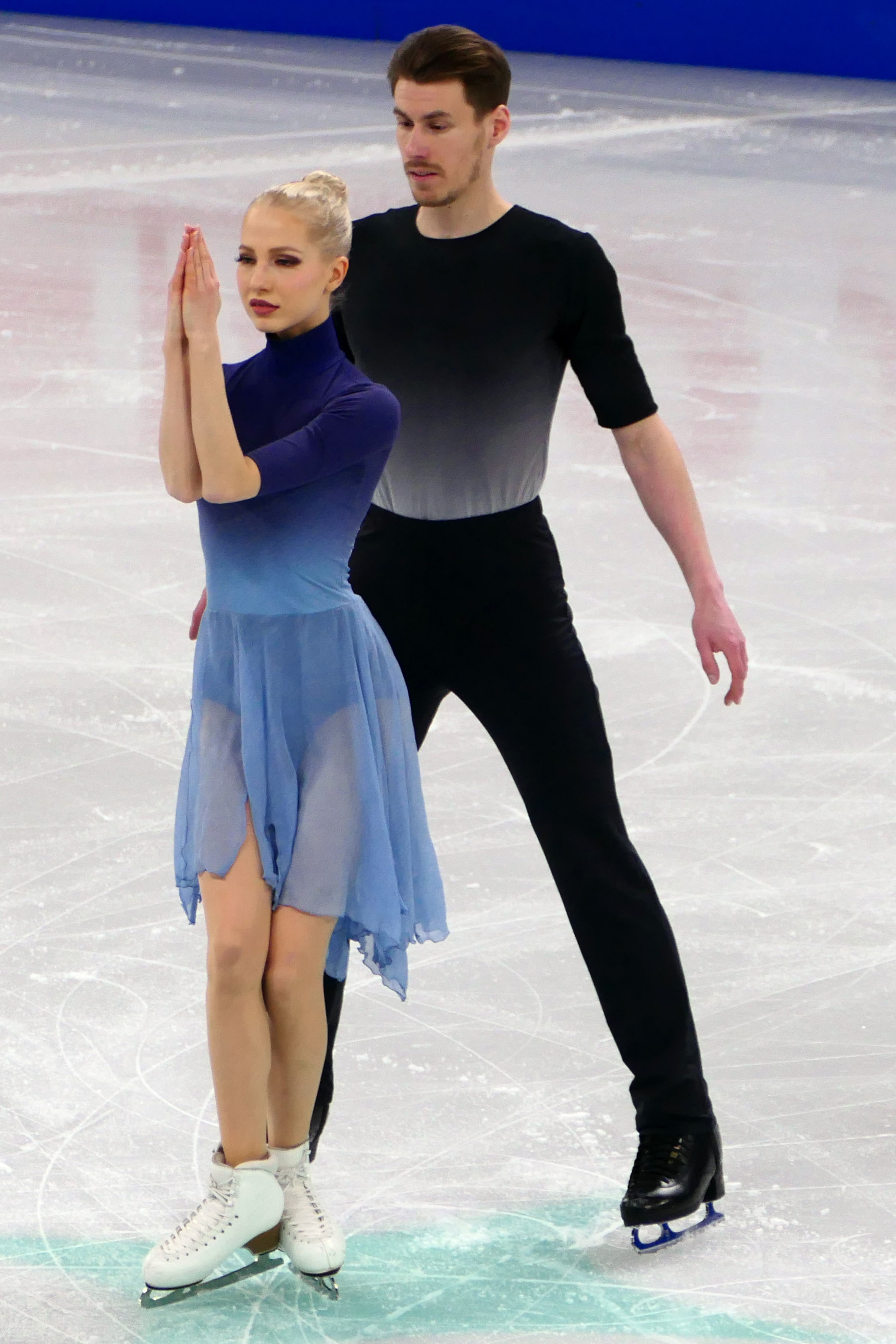
Юлия и Маттиас на чемпионате мира

Первым стартов в новом сезоне для пары стал турнир серии «Челледжер» Nebelhorn Trophy, где Турккила и Верслуйс завоевали бронзовую медаль. Следующим турниром стал домашний «Челленджер». Они выиграли ритм-танец,  стали вторыми в произвольном танце, но этого хватило для победы на этом турнире, тем самым став первой финской парой, выигравшей золотую медаль на турнире Finlandia Trophy. Дуэт отметил, что стадион Espoo Metro Areena стал местом многих вех в их карьере, включая национальные чемпионаты в одиночном разряде.
Поскольку Финляндия снова принимала Гран-при в том же месте, они выиграли ещё одну бронзовую медаль на домашнем этапе Через неделю пара стартовала на NHK Trophy, где стали четвёртыми, что, по их словам, они считают сильным результатом, учитывая, что они соревновались две недели подряд. Турккила сказал, что они «в целом очень довольны» первой половиной сезона.
В декабре пара завоевала четвёртое золото чемпионата Финляндии. В январе 2024 года Турккила / Верслуйс стремились защитить своё место на европейском подиуме. Они заняли шестое место в обоих танцах, став шестыми в итоговой турнирной таблице. Им снизили один балл за дополнительный элемент в хореографической дорожке в произвольном танце, который, по их словам, они исследуют для будущих выступлений, чтобы понять в чём была ошибка. В марте они завершили сезон на чемпионате мира, замкнув десятку лучших. Юлия похвалила публику на турнире в Монреале, назвав её «потрясающей», но признала, что «с точки зрения результата мы могли бы выступить даже немного лучше в этом сезоне, особенно на чемпионате Европы. Но поле большое и конкурентоспособное».

## Программы

### с Юлией Турккилой
| Сезон     | Ритм-танец | Произвольный танец | Показательные номера |
| --------- | --- | --- | --- |
| 2023—2024 | - Tell It to My Heart (Club Mix) - I'll Always Love You (Single Mix) - Prove Your Love (Extended Remix) Тейлор Дейн хореография: Массимо Скали                                                   | - Mass (Re-Imagined) - Loss Phoria хореография: Массимо Скали | |
| 2022—2023 | - Самба: Rebelado Watazu - Румба: Wicked Game Ursine Vulpine, Annaca - Самба: Jao Geralderry Watazu - Самба: Banto Kaoma, Лоалва Браз, Michel Abihssira                                          | - 4 Impromptus, Op. 90, D. 899: No. 3 in G-Flat Major: Andante Франц Шуберт - Piano Sonata No. 20 In A Major, D.959: IV. Rondo (Allegretto) Франц Шуберт - 4 Impromptus, Op. 90, D. 899: No. 3 in G-Flat Major: Andante Франц Шуберт | - Hullaannun Younghearted - Smiles for Y Эцио Боссо - Unconditioned (Following, A Bird) Эцио Боссо - Fortitude Haevn хореография: Паскуале Камерленго, Массимо Скали |
| 2021—2022 | - Блюз: Breathe You In My Dreams Трикси Уитли - Хип-хоп: River Bishop Briggs хореография: Паскуале Камерленго, Маурицио Маргальо, Нил Браун, Лука Ланотте, Сини Парккинен                        | - Wild Side Роберто Каччапалья - Bruises Льюис Капальди хореография: Паскуале Камерленго, Маурицио Маргальо, Нил Браун, Лука Ланотте, Сини Парккинен                                                                                 | |
| 2019—2021 | - Квикстеп: Overture - Свинг: What Do I Need With Love? - Forget About the Boy (из фильма «Весьма современная Милли») Жанин Тезори и Дик Скэнлэн хореография: Паскуале Камерленго, Массимо Скали | - Smiles for Y Эцио Боссо - Unconditioned (Following, A Bird) Эцио Боссo - Fortitude Haevn хореография: Паскуале Камерленго, Массимо Скали                                                                                           | |
| 2018—2019 | - Коко до Шанель Александр Деспла - Танго: Verano Porteño в исполнении Mario и Daniel Celaro - Фламенко: Poeta en Mar Висенте Амиго хореография: Паскуале Камерленго, Массимо Скали              | - Концерт для фортепиано с оркестром № 20 Ре минор, K.466 Вольфганг Амадей Моцарт - I. Allegro - II. Romance хореография: Паскуале Камерленго, Массимо Скали                                                                         | |
|           | Короткий танец | | |
| 2017—2018 | - Beautiful Maria Of My Soul by Arne Glimcher, Robert Kraft - Afro Bongo by Watazu - De Donde Soy в исполнении Талия                                                                             | - Привидение Дэйв Стюарт, Глен Баллард - Overture - Unchained Melody - Sam's Murder - With You | |
| 2016—2017 | - Бай мир бисту шейн Шолом Секунда | - Ромео и Джульетта Абель Коженёвский | |

## Спортивные результаты

### В танцах на льду Маттиасом Верслуйсом
| Международные                      | Международные | Международные | Международные | Международные | Международные | Международные | Международные | Международные | Международные |
| Соревнования                       | 16/17         | 17/18         | 18/19         | 19/20         | 20/21         | 21/22         | 22/23         | 23/24         | 24/25         |
| ---------------------------------- | ------------- | ------------- | ------------- | ------------- | ------------- | ------------- | ------------- | ------------- | ------------- |
| Зимние Олимпийские игры            |               |               |               |               |               | 15            |               |               |               |
| Чемпионаты мира                    |               |               | 16            | С             | 21            | 12            | 9             | 10            |               |
| Чемпионаты Европы                  |               |               | 11            |               |               | WD            | 3             | 6             | 4             |
| Этапы Гран-при: NHK Trophy         |               |               |               |               |               |               |               | 4             |               |
| Этапы Гран-при: Финляндия          |               |               | 6             |               |               |               | 3             | 3             |               |
| Этапы Гран-при: Франция            |               |               |               |               |               | 7             | 7             |               |               |
| Челленджер. Finlandia Trophy       |               | 15            | 6             | WD            |               | 6             | 3             | 1             |               |
| Челленджер. Lombardia Trophy       |               | 10            | 6             | WD            |               | 6             |               |               |               |
| Челленджер. Nebelhorn Trophy       |               |               |               |               |               | 1             |               | 3             |               |
| Челленджер. Мемориал Ондрея Непелы |               |               | 7             |               |               |               |               |               |               |
| Челленджер. Tallinn Trophy         | 13            |               |               |               |               |               |               |               |               |
| Зимние Универсиады                 | 8             |               | 4             |               |               |               |               |               |               |
| Bavarian Open                      | 11            | 6             | 3             |               |               |               |               |               |               |
| Cup of Nice                        |               | 13            |               |               |               | 1             | 1             |               |               |
| Egna Trophy                        |               | 5             |               | 1             |               |               |               |               |               |
| Ice Challenge                      |               | 3             |               |               |               |               |               |               |               |
| Ice Star                           |               |               | 2             |               |               |               |               |               |               |
| NRW Trophy                         | 6             |               |               |               |               |               |               |               |               |
| Open d'Andorra                     |               | 5             |               |               |               |               |               |               |               |
| Warsaw Cup                         |               |               | 3             |               |               |               |               |               |               |
| Национальные                       |               |               |               |               |               |               |               |               |               |
| Чемпионаты Финляндии               | 2             | 2             | 1             |               | С             | 1             | 1             | 1             |               |